# Ribeira da Ponta
Ribeira da Ponta (em Crioulo cabo-verdiano (escrito em ALUPEC): Rbera d Pónta) é uma aldeia na ilha de São Nicolau de Cabo Verde.